# Каратаєв Олександр Євгенович
Óлександр Євге́нович Карата́єв (рос. Алекса́ндр Евге́ньевич Карата́ев, нар. 22 листопада 1973, Таганрог) — російський футболіст, півзахисник і тренер.

## Кар'єра
Вихованець ростовського інтернату. У 1990 році з місцевого «Ростсільмашу» потрапив у московський «Спартак». Провів за основний склад команди в 1990—1992 всього по матчу в чемпіонатах СРСР та Росії і в 1993 поїхав в мюнхенську «Баварію», де його високо оцінив Франц Беккенбауер. Втім за головну команду так і не зіграв, виступаючи лише за дубль, провівши 15 матчів, в тому числі один матч на кубок Німеччини і повернувся в Росію.
У 1993 році виступав у складі молодіжної збірної Росії на молодіжному чемпіонаті світу в Австралії, де в 4 матчах забив 2 голи.
У 1995 році провів 16 матчів у вищій лізі у складі клубу «КАМАЗ-Чалли». Вважав для себе цей час втраченим, оскільки не спрацювався з головним тренером Валерієм Четвериком. Більш того, після відходу з «КАМАЗу» довго не міг знайти команду.
Влітку 1996 року уклав річний контракт з клубом 2-й Бундесліги «Майнц 05», однак і в цій команді проявити себе не зумів, провівши в підсумку лише 6 ігор.
Надалі виступав за клуби нижчих російських дивізіонів і в аматорській першості. У 2008 році, після сезону в новочеркаському МІТОСі, завершив кар'єру і став тренувати цей аматорський клуб.

## Досягнення
- Володар Кубка СРСР/СНД 1992